# Classe Koningin Regentes
La classe Koningin Regentes est un classe de trois croiseurs cuirassés de 2e classe  construite pour la Marine royale néerlandaise (Koninklijke Marine) au début du XXe siècle.

Les trois cuirassés ont servi de navire de défense côtière.

## Conception
Les navires de cette classe mesuraient 96,622 mètres de long, avaient une largeur de 15,189 mètres, un tirant d'eau de 5,817 mètres et un déplacement de 5 002 tonnes. Les navires étaient équipés de deux moteurs alternatifs à arbre, d'une puissance de 6 500 ch (4 800 kW) et d'une vitesse maximale de 16,5 nœuds (30,6 km/h).
Les navires étaient équipés d'un blindage de ceinture de 15 cm, d'un blindage de barbette de 25 cm et d'un blindage de tourelle de 25 cm.
L'armement principal des navires était constitué de deux canons à tourelle simple de 24 cm. L'armement secondaire comprenait quatre canons simples de 15 cm (5,9 pouces) et huit canons simples de 7,5 cm (3,0 pouces).

## Les unités
| Nom                  | Chantier naval             | Quille | Lancement         | Mis en service  | Fin de carrière   | Photo |
| -------------------- | -------------------------- | ------ | ----------------- | --------------- | ----------------- | ----- |
| Koningin Regentes    | Rijkswerf Amsterdam        | 1898   | 24 avril 1900     | 3 janvier 1902  | 1920              |       |
| De Ruyter            | Wilton-Fijenoord Rotterdam | 1900   | 28 septembre 1901 | 29 octobre 1902 | 1923              |       |
| HNLMS Hertog Hendrik | Rijkswerf Amsterdam        | 1901   | 7 juin 1902       | 5 janvier 1904  | 27 septembre 1968 |       |